# 타이레놀
타이레놀(영어: Tylenol)은 아세트아미노펜을 단일 성분으로 하는 진통제 브랜드이다. 제품명은 존슨앤드존슨의 자회사 켄뷰가 소유하고 있다.
타이레놀정500mg과 타이레놀8시간이알서방정650mg이 대표적인 출시품이다.